# Szczełkuny
Szczełkuny (biał. Шчаўкуны; ros. Щелкуны) – wieś na Białorusi, w obwodzie witebskim, w rejonie głębockim, w sielsowiecie Prozoroki.

## Historia
W czasach zaborów wieś w gminie Plissa, w powiecie dzisieńskim, w guberni wileńskiej Imperium Rosyjskiego
W latach 1921–1945 wieś leżała w Polsce, w województwie wileńskim, w powiecie dziśnieńskim w gminie Plisa.
Według Powszechnego Spisu Ludności z 1921 roku zamieszkiwały tu 175 osób, 168 było wyznania rzymskokatolickiego a 7 mojżeszowego. Jednocześnie wszyscy mieszkańcy zadeklarowali polską przynależność narodową. Były tu 33 budynki mieszkalne. W 1931 w 36 domach zamieszkiwało 175 osób.
Wierni należeli do parafii rzymskokatolickiej w Zadorożu i prawosławnej w Plissie. Miejscowość podlegała pod Sąd Grodzki w Głębokiem i Okręgowy w Wilnie; właściwy urząd pocztowy mieścił się w Plissie.
W wyniku napaści ZSRR na Polskę we wrześniu 1939 miejscowość znalazła się pod okupacją sowiecką. 2 listopada została włączona do Białoruskiej SRR. Od czerwca 1941 roku pod okupacją niemiecką. W 1944 miejscowość została ponownie zajęta przez wojska sowieckie i włączona do Białoruskiej SRR.
Od 1991 w składzie niepodległej Białorusi.